# Скрипчинський Петро Васильович
Петро Васильович Скрипчинський (1879 — 19??), український громадсько-політичний і військовий діяч.

## Біографія
Поручик, згодом — капітан, член Української Центральної Ради і Українського Генерального Військового комітету в Києві. Входив до складу Крайового комітету з охорони революції в Україні в серпні 1917 р.
Закінчив історико-філологічний факультет Київського університету. Викладав у київських гімназіях, працював завідувач бібліотеки Союзбанку, бібліотек Кооперативної школи та Київського кооперативного технікуму.
У листопаді 1917 року був призначений С.Петлюрою на посаду "начальника інспекторського відділу при управління другого квартирмейстера"  військового секретарства УНР (газета "Нова Рада", 1917 р., № 195)
За деякими свідченнями перебував на посаді завідувача канцелярії Київського навчального округу та секретарем правління Київського університету. Співпрацював як секретар і фахівець у Термінологічному бюро сільськогосподарських наук України. У 20-х рр. — виконувач обов'язків наукового співробітника при історичній секції ВУАН та її бібліотеці. Позаштатний науковий співробітник Інституту української наукової мови (1924 р.).
Ймовірно, саме про зустріч з ним як українським комісаром Південного-Західного фронту влітку 1917 року йдеться у спогадах Павла Скоропадського "1-й український корпус". - Див. збірник "Хліборобська Україна": http://diasporiana.org.ua/periodika/1128-hliborobska-ukrayina-kn-4-1922-1923-zb-7-i-8/ [Архівовано 13 березня 2018 у Wayback Machine.]
Близько десяти згадок про Скрипчинського є у книжці спогадів Володимира Кедровського "1917 рік", виданій 1967 року в Канаді: http://diasporiana.org.ua/memuari/3715-kedrovskiy-v-1917-rik/ [Архівовано 2 жовтня 2018 у Wayback Machine.]
У спогадах Нестора Короля «Очима звичайного учасника» також є згадка про члена Українського Генерального Військового Комітету Ф. Скрипчинського як  представника при штабі командувача південно-західним фронтом. Очевидно ініціал Ф. є тут опискою. – Див. місячник «Визвольний шлях», кн.3, березень 1968, с.341.
Дружина - Тетяна Олександрівна Гловинська (22 липня 1893- 20 жовтня 1991). Син - Юрій (1926-2004).